# Triphassa unilinealis
Triphassa unilinealis is een vlinder uit de familie snuitmotten (Pyralidae). De wetenschappelijke naam van deze soort is voor het eerst geldig gepubliceerd in 1896 door Warren.
De soort komt voor in tropisch Afrika.